# Paul Pascal (peintre français)
Pour les articles homonymes, voir Paul Pascal (homonymie) et Pascal.

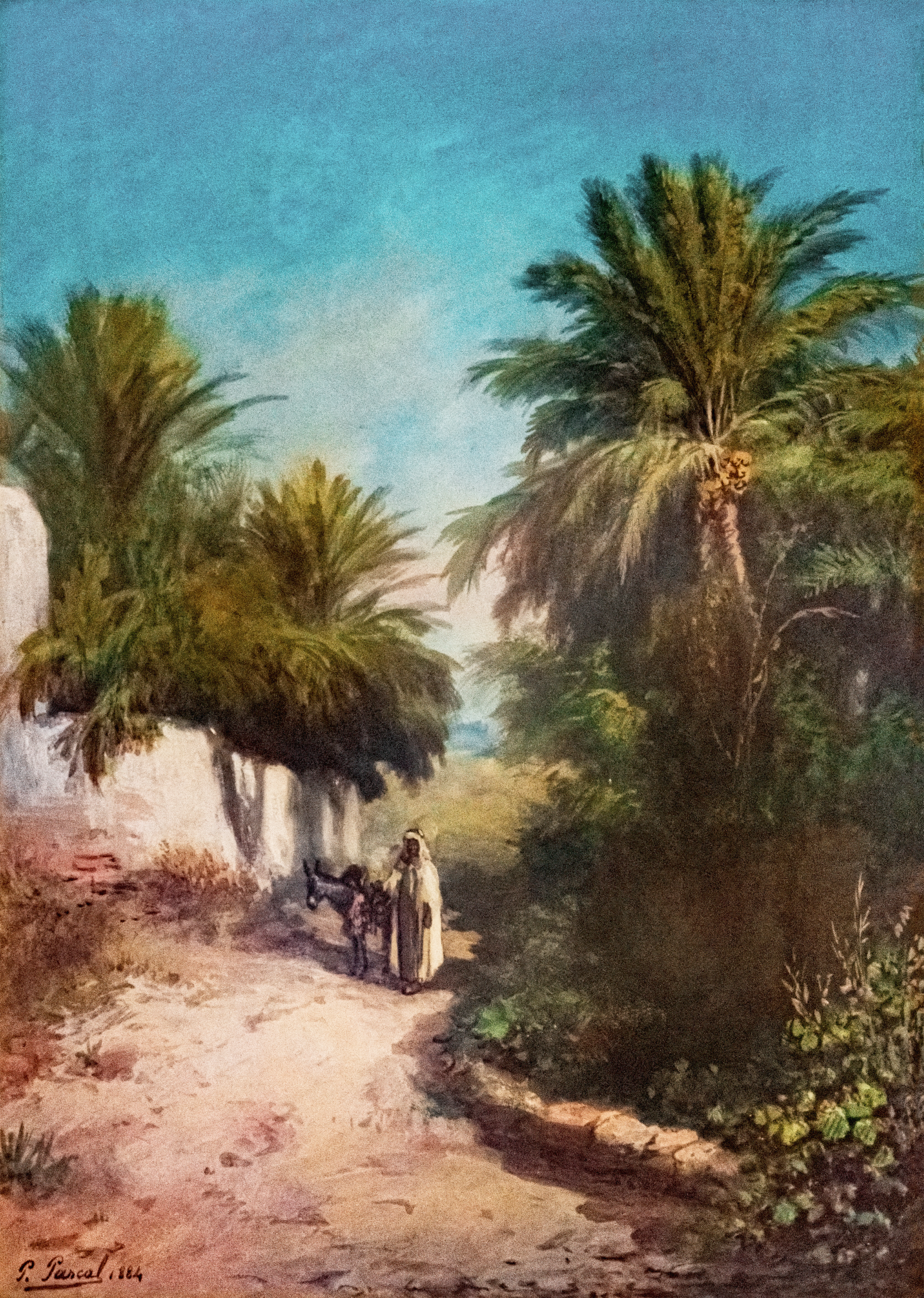
Paysage oriental - Musée des Beaux-Arts de Narbonne

Paul Pascal, né Paulin Bernard Pascal le 21 novembre 1839 à Toulouse et peut-être mort fin 1905 ou en 1906 à Québec au Canada ou à Washington, est un peintre paysagiste français.

## Biographie
Paul Pascal est né en 1839, à Toulouse ; il est le fils de Félix Pascal, un ébéniste. Il épouse Anne-Gabrielle Jaffary le 24 février 1870 à Toulouse.
Paul Pascal a étudié à l'école des beaux-arts à Madrid. Il passe sa jeunesse en Afrique du nord. Dans les années 1870 il est peintre décorateur à Toulouse. Il a exposé au Salon de Paris de 1876 à 1880. Il est spécialisé dans les vues d'Orient qu'il traite exclusivement à la gouache. 
Son épouse, Anne-Gabrielle Jaffary meurt à Toulouse le 5 décembre 1905. L'acte de décès précise que son mari est alors âgé de soixante-six ans.
Selon les sources, il serait mort à Québec vers 1906 ou à Washington,.

## Expositions
- 2014, Lavaur, rétrospective[2]

## Œuvre
- Paysage oriental - Musée des Beaux-Arts de Narbonne
- Barques de l'étang de Thau, souvenir de Cette[8]
- Rivage de la Méditerranée, souvenir de Cette[8]
- Souvenir de Côte-Butteronde[8]
- Les Marais de la Leyde[8]
- Souvenir de la plage de Soulac-les-Bains[8]
- Souvenir de la plage de Montalivet[8]
- Rendez-vous des pêcheurs, souvenir de Nice[8]
- Un campement aux ruines de Palmyre[8]
- Étang de Thau, près de Sète[8]